# Gunungiella madakumbura
Gunungiella madakumbura är en nattsländeart som beskrevs av Schmid 1958. Gunungiella madakumbura ingår i släktet Gunungiella och familjen stengömmenattsländor. Inga underarter finns listade i Catalogue of Life.